# República del Congo en los Juegos Olímpicos de Río de Janeiro 2016
La República del Congo participó en los Juegos Olímpicos de Río de Janeiro 2016 con un total de diez deportistas, que compitieron en cinco deportes. El atleta Franck Elemba fue el abanderado en la ceremonia de apertura.

## Participantes
Atletismo
- Frank Elemba (lanzamiento de bala masculino)[2]
- Cecilia Bouele (100 metros femeninos)[2]

Boxeo
- Dival Malonga (peso superligero masculino)[2]
- Anauel Ngamissengue (peso mediano masculino)[2]

Judo
- Deo Gracia Ngokaba (+100 kg masculinos)[2]

Natación
- Dienov Koka (50 metros estilo libre masculino)[2]
- Bellore Sangala (50 metros estilo libre femenino)[2]

Tenis de mesa
- Suraju Saka (individual masculino)[2]
- Wang Jianan (individual masculino)[2]
- Han Xing (individual femenino)[2]